# Canariomys tamarani
Chuột lớn đảo Gran Canaria (Danh pháp khoa học: Canariomys tamarani) là loài động vật gặm nhấm trong họ chuột đã tuyệt chủng, chúng là loài đặc hữu của hòn đảo Gran Canaria (Quần đảo Canaria, Tây Ban Nha). 

## Lịch sử
Động vật gặm nhấm này được biết đến từ hóa thạch Holocene vẫn còn được tìm thấy ở một số nơi trên đảo Gran Canaria, mẫu vật được ghi nhận sớm nhất trước khi bắt đầu Kỷ Công Nguyên. Loài này trước đây đã được liệt kê trong Danh lục Đỏ của IUCN năm 2000 trong tình trạng bị đe doạ tuyệt chủng, nhưng đã bị xoá khỏi danh sách vì nó được cho là đã tuyệt chủng trước năm 1500 sau Công nguyên.
Con chuột lớn này có chiều dài cơ thể khoảng 25 cm, tương tự như kích thước của một con chuột nâu. Về sự tuyệt chủng của loài này, người ta tin rằng sự xuất hiện của con người và sự du nhập của mèo hoang đã dẫn đến sự tuyệt chủng của nó. Một con chuột lớn khác của quần đảo Canary là con chuột lớn Tenerife (Canariomys bravoi).